# 丘克聖喬治烏鄉

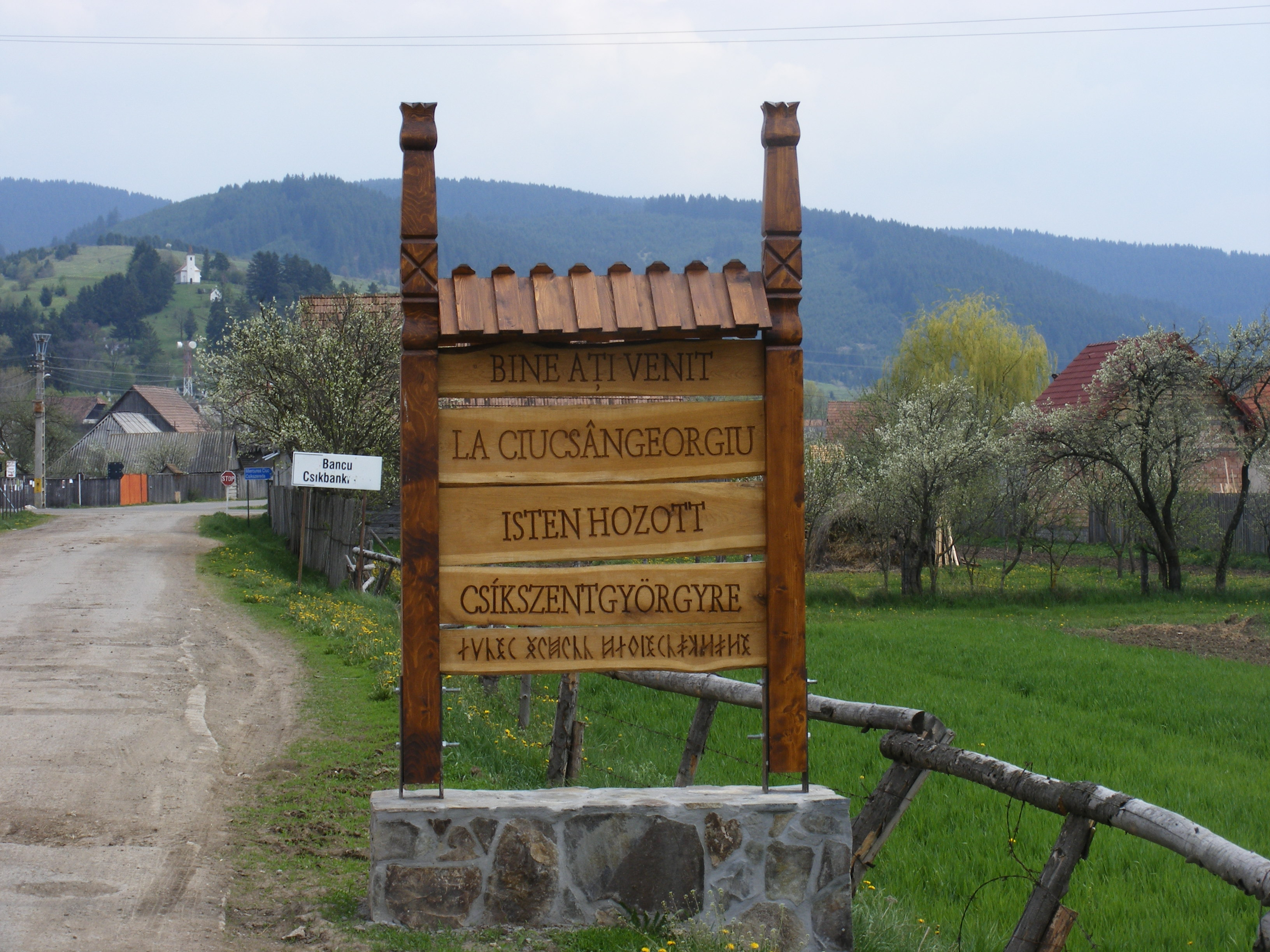

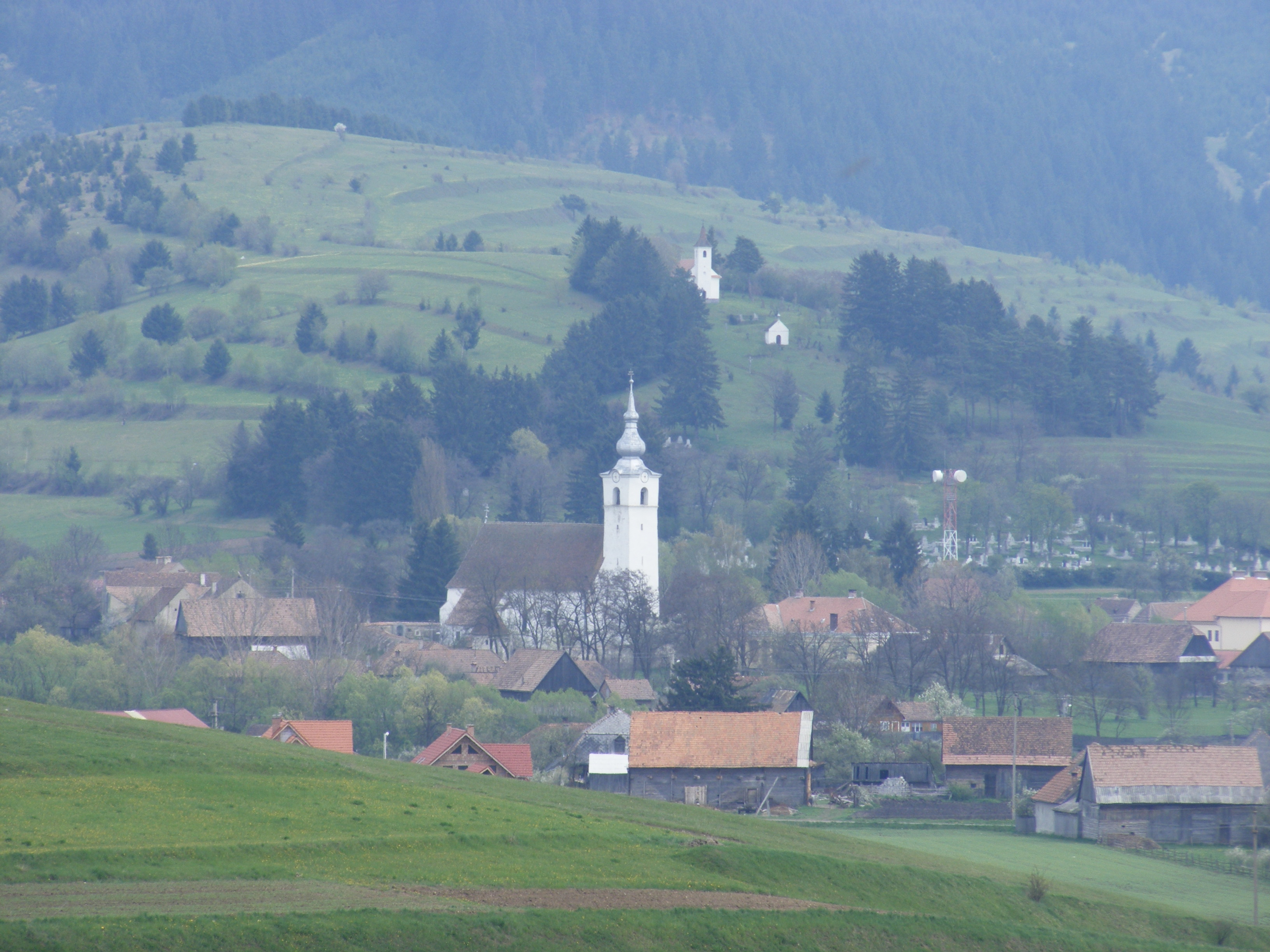

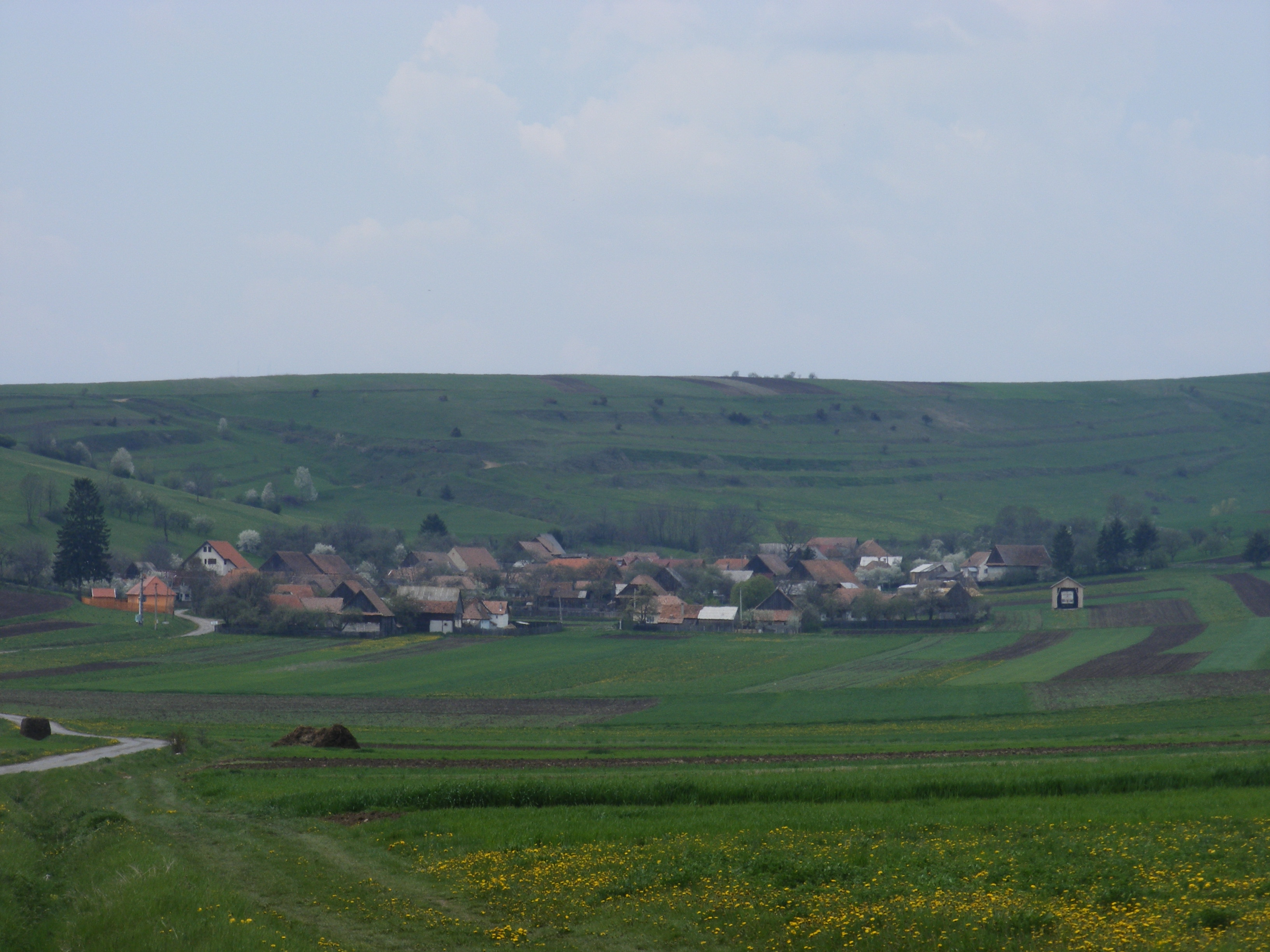

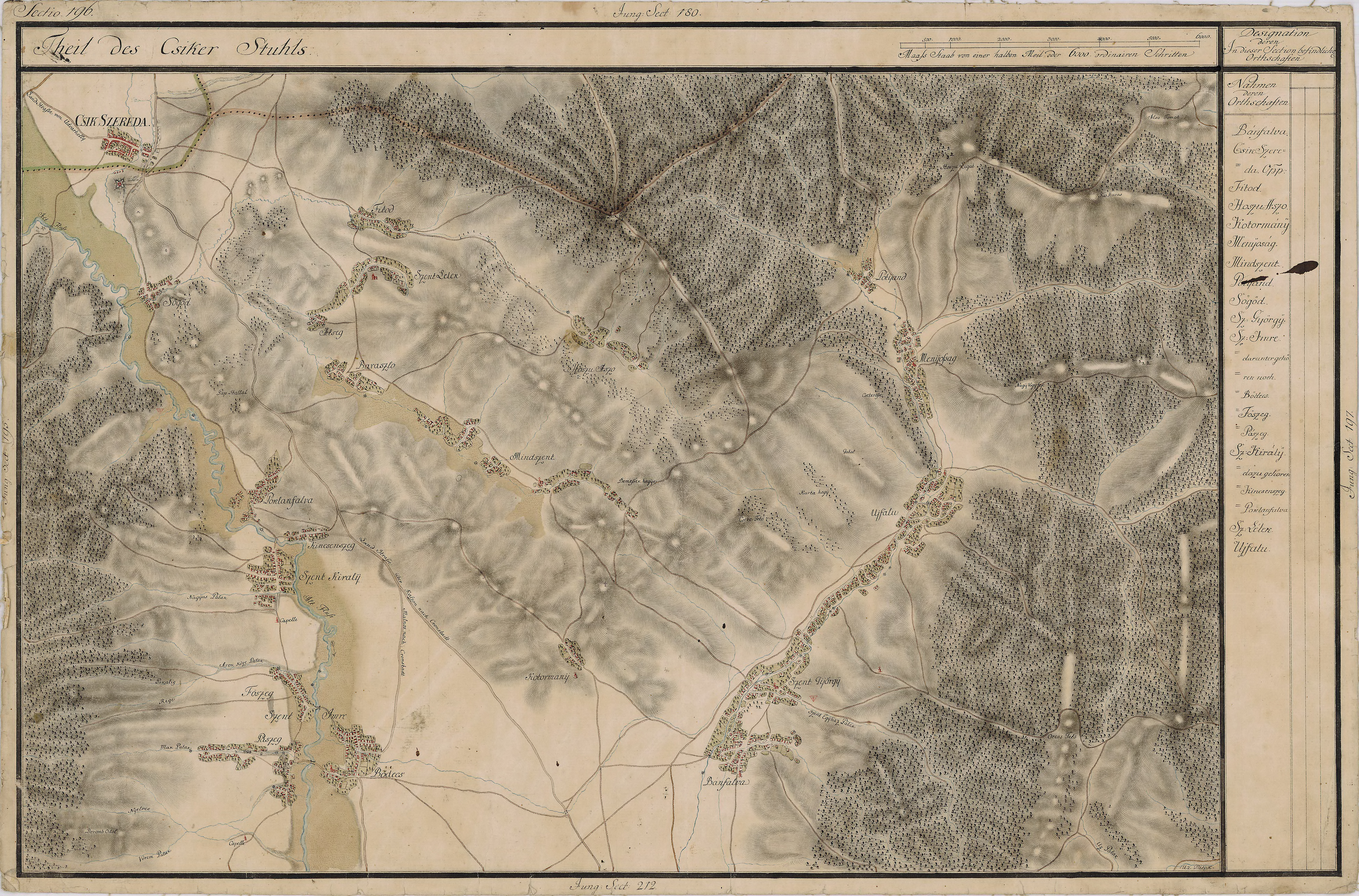

46°19′0″N 25°57′0″E / 46.31667°N 25.95000°E
丘克聖喬治烏鄉（羅馬尼亞語：Comuna Ciucsângeorgiu, Harghita），是羅馬尼亞的鄉份，位於該國中部，由哈爾吉塔縣負責管轄，面積241平方公里，海拔高度866米，2007年人口4,784，人口密度每平方公里20人。